# Nickelsdorf (Austria)
Nickelsdorf (węg. Miklóshalma) – gmina w Austrii, w kraju związkowym Burgenland, w powiecie Neusiedl am See. 1 stycznia 2014 r. gminę zamieszkiwało 1 687 osób. Od 2005 roku odbywa się tutaj festiwal muzyczny Nova Rock Festival.

## Współpraca
Miejscowość partnerska:
- Geretsried, Niemcy